# Anna Olsson (kanotist)
Anna Olsson, född 14 mars 1964 i Timrå, är en svensk tidigare kanotist som tagit fyra OS-medaljer. Hennes syskon Karin Olsson och Gunnar Olsson är också kanotister som deltagit i OS.
Anna Olsson började paddla kanot 1972 då hennes syster tog med henne och paddlade i Indalsälven. Hon var svensk fanbärare vid OS-invigningen 2000. 
Anna Olsson är utbildad inom elektroteknik vid Chalmers tekniska högskola.
Olsson är Stor tjej nummer 82 på Svenska Kanotförbundets lista över mottagare för utmärkelsen Stor kanotist.

## Meriter
- K2 - OS-guld 1984 (med Agneta Andersson)
- K2 - VM-guld i Köpenhamn 1993 (med Agneta Andersson - Sveriges första kvinnliga VM-guld i K2.)